# Czesława Rosik-Dulewska
Czesława Rosik-Dulewska (ur. 12 października 1949) – polska profesor nauk rolniczych (dyscyplina: ochrona i kształtowanie środowiska naturalnego). Specjalizuje się również w zagadnieniach z zakresu inżynierii środowiska (nauki techniczne), głównie w ochronie powierzchni Ziemi, w tym m.in. w technologiach stosowanych w gospodarce odpadami, odzysku niekonwencjonalnych nośników energii, w tym ciepła odpadowego z procesów technologicznych. Zaprojektowała i opatentowała pierwszą w Polsce wielkoskalową instalację do odzysku ciepła odpadowego z energetyki.

## Kariera naukowa
Członek korespondent Wydziału IV Nauk Technicznych Polskiej Akademii Nauk od 2016 roku. Dyrektor Instytutu Podstaw Inżynierii Środowiska (IPIŚ) PAN w Zabrzu w latach 2001–2012, Kierownik Katedry Ochrony Powierzchni Ziemi na Wydziale Przyrodniczo-Technicznym Uniwersytetu Opolskiego od 2002 roku. Od 2019 roku pełni funkcję zastępcy przewodniczącego Rady Kuratorów Wydziału IV PAN, ponadto m.in. członek Komisji Rewizyjnej PAN i Prezydium Oddziału PAN w Katowicach.
Od 1996 członek Komitetu Inżynierii Środowiska PAN, w kadencji 2007-2015 była jego przewodniczącą, w pozostałych kadencjach i obecnej (2016-2019) członek Prezydium. Członek i przewodnicząca ośmiu rad naukowych, w tym czterech Instytutów PAN: Instytutu Podstaw Inżynierii Środowiska PAN w Zabrzu, Instytutu Gospodarki Surowcami Mineralnymi i Energią PAN w Krakowie, Instytutu Mechaniki Górotworu PAN, Instytutu Maszyn Przepływowych im. Roberta Szewalskiego PAN, Głównego Instytutu Górnictwa i Instytutu Ekologii Terenów Poprzemysłowych. Ponadto była przedstawicielem PAN w: Komitecie Narodowym do spraw współpracy z Euro-CASE w kadencji 2015-2018, Standing Committee for Life, Earth and Environmental Science (LESC) w European Science Foundation do 2014, Międzyresortowym Komitecie Sterującym (Biała Księga Komisji Europejskiej, sektorowe strategie adaptacji do zmian klimatu do 2016), Komitecie Narodowym do spraw współpracy z Europejską Fundacją Nauki 2011-2014 (Prezes PAN). Była także m.in. członkiem Zespołu do spraw rozwoju Bazy Ekspertów Narodowego Centrum Badań i Rozwoju (dwie kadencje – do 2018), Zespołu Interdyscyplinarnego do spraw Programu Wspierania Infrastruktury Badawczej w ramach Funduszu Nauki i Technologii Polskiej (powołana rozporządzeniem Ministra Nauki i Szkolnictwa Wyższego do 2017). Była powoływana również do wielu innych gremiów naukowych, w tym do paneli eksperckich w Narodowym Centrum Nauki, Narodowego Centrum Badań i Rozwoju, a także Polskiej Komisji Akredytacyjnej.
Jest członkiem siedmiu redakcji naukowych czasopism o zasięgu międzynarodowym oraz Redaktor Naczelną „Archives of Environmental Protection” (w bazie Journal Citation Reports) i serii monografii Prace i Studia, wydawanych przez IPIŚ PAN.
Doktorat w specjalizacji rekultywacja terenów poprzemysłowych obroniła w 1980 roku, habilitację uzyskała w 1993. Tytuł profesora nauk rolniczych nadano jej w 1999 roku, a stanowisko profesora zwyczajnego otrzymała w 2002.

## Wybrane prace i publikacje naukowe
Dorobek naukowy Czesławy Rosik-Dulewskiej obejmuje ponad 270 prac i oryginalnych artykułów naukowych, w tym 13 monografii których jest autorką lub współautorką. Jej książka Podstawy gospodarki odpadami wydana przez PWN ma 6 wydań (+ dodruki), a każde wydanie uaktualniano w ok. 30%.

## Nagrody i wyróżnienia
Uhonorowana m.in.:
- Krzyżem Kawalerskim Orderu Odrodzenia Polski (2011)
- Złoty Krzyż Zasługi (2001)[9]
- Srebrny Krzyż Zasługi
- Medalem Komisji Edukacji Narodowej (2010)
- Złotą Odznaką za Zasługi dla Ochrony Środowiska i Gospodarki Wodnej (1996)
- Nagrodami I i II stopnia Rektora Uniwersytetu Opolskiego (15-krotnie)
- Medalem „Za zasługi dla Wydziału Inżynierii Kształtowania Środowiska i Geodezji Uniwersytetu Przyrodniczego we Wrocławiu”.